# Невестка (фильм)
«Невестка» — советский фильм 1971 года, снятый на киностудии «Туркменфильм» режиссёром Ходжакули Нарлиевым.

## Сюжет
Женщина, чей муж погиб во время Великой Отечественной войны, живёт вместе со своим свёкром. Она не может вернуться в свою семью, ведь это бы означало конец надежды на то, что её муж может когда-нибудь вернуться домой.

## В ролях
- Мая-Гозель Аймедова — Огулькейик (дублировала Роза Макагонова)
- Ходжан Овезгеленов — Анна-ага (дублировал Иван Переверзев)
- Ходжаберды Нарлиев — Мурад
- Хоммат Муллык — Назар (дублировал Роман Хомятов)
- Айнабат Аманлиева — Бибитач (дублировала Нина Меньшикова)
- Огулькурбан Дурдыева — Тувак Эдже (дублировала Валентина Ананьина)
- Арслан Мурадов — Арслан (дублировала Светлана Алексеева)
- Мерген Ниязов — Мерген, шофёр (дублировал Владимир Гусев)
- Баба Аннанов — Реджеп
- Сабира Атаева — мать Мурада
- Назар Бекмиев — эпизод
- Курбан Аннакурбанов — эпизод
- С. Овезов — эпизод
- Пиркули Атаев — эпизод
- Ильмурад Бекмиев — эпизод

## Съёмки
Съёмки фильма прошли недалеко от Ашхабада.

## Фестивали и награды
Государственная премия СССР 1973 года — режиссёр Ходжакули Нарлиев, оператор Анатолий Иванов, художник Аннамамед Ходжаниязов, актёры Мая-Гозель Аймедова и Ходжан Овезгеленов.
Диплом и премия за лучшую режиссуру (Ходджакули Нарлиев, разделив приз с режиссёром Шухратом Аббасовым за фильм «Драма любви»), диплом и вторая премия за лучшее исполнение женской роли (Мая-Гозель Аймедова) на Всесоюзном кинофестивале 1972 года.
Приз «Серебряная сирень» за фильм, «Трофей Сорренто» за лучшую роль (Мая-Гозель Аймедова) на Кинофестивале в Сорренто (Италия) в 1972 году.
Специальный приз жюри Киофестиваля в Локарно (Швейцария) в 1972 году.
Фильм демонстрировался в рамках Московского международного кинофестиваля в 2011 году в программе фильмов «Социалистический авангардизм».